# Balacra testacea
Balacra testacea är en fjärilsart som beskrevs av Aurivillius 1881. Balacra testacea ingår i släktet Balacra och familjen björnspinnare. Inga underarter finns listade i Catalogue of Life.